# 高森てつ
高森 てつ（たかもり てつ、1974年10月8日 - ）は、日本のアリーナMC、コートDJ、実況、ナレーター、イベントMC、ラジオDJ、演出家、プロデューサー。宮崎県日向市出身。株式会社 OFFICE IGNITION所属（代表取締役）。

## 略歴
1999年に九州でラジオDJ、ナレーター、イベントMCとして活動を開始。FM鹿児島、RKK熊本放送、宮崎放送にて10本のレギュラー番組を担当。
2010年に上京し、同年第23回全日本ライフセービングプール競技選手権大会、2011年には16年振りに日本(東京体育館)で開催された第43回世界体操競技選手権大会のアリーナMCに抜擢。翌2012年第66回全日本体操競技選手権大会 兼 第30回オリンピック・ロンドン大会第二次選考競技会でもアリーナMCを務めた。2014年 東芝ブレイブサンダース神奈川（川崎ブレイブサンダースの前身）が優勝を果たしたNBL（ナショナル・バスケットボール・リーグ (日本)）初年度（2013-14シーズン）のプレーオフ・ファイナルでホームゲームのアリーナMCを担務。それを機に、翌2014-15シーズンから正式に川崎ブレイブサンダース（当時は東芝）のアリーナMCに着任。Bリーグ（ジャパン・プロフェッショナル・バスケットボールリーグ）開幕後も継続し2024-25シーズンまで11季連続で務めている。
また、2015年に株式会社 OFFICE IGNITIONを設立し、同社の代表取締役を務めながら、V.LEAGUEではサントリーサンバーズのホームゲームコートDJ、他競技では日本ハンドボールリーグ、ビーチバレー、車いすバスケットボール、パラ陸上競技、ブラインドサッカー等、多数のアナウンスメント、その他、実況、番組・CMナレーションを中心に精力的に活動している。

## 人物

### 自身のスポーツ歴
小学生時代はサッカー、中学生から大学生まではテニスをやっていた。また、宮崎県出身で海が近い町に住んでいたため、サーフィンも熱心にやっていた。

### MCの仕事について
大学生の頃、自治会のメンバーとして活動していた。
学園祭でMCが必要な折に先輩から声をかけられマイクを握り喋ってみたところ、
思いがけず「声がいい！うまい！」と身内びいきの評判を呼び、
自分には喋る仕事が向いているのではないかと思い込み、
喋るならラジオDJとナレーターだと狙いを定めた。
そこから縁があり熊本県のフリーアナウンサー事務所に入所し、その後フリーランスとなり九州では10年間、主にラジオDJとして活動する。
このとき自身で「九州で10年この仕事で食べていけたら東京に出よう」と決めそれを達成。
上京に際しスポーツアナウンスメントに舵を切りたいと考え、
スポーツ・アナウンスメントに強いホワイトマジック・エンターテインメントジャパンのオーディションを受け合格。
首都圏での本格的なキャリアをスタートさせた。
その後、バスケットボールを含む17競技のアナウンスメントを担務するに至る。

## 出演

### 国際案件アリーナMC
- 東京2020オリンピック
  - テコンドー競技・日本語アナウンサー[3]
- 東京2020パラリンピック
  - テコンドー競技・日本語アナウンサー[4]

### アリーナMC
- バスケットボール B1リーグ 川崎ブレイブサンダース（2014-15シーズン東芝ブレイブサンダース神奈川時代から11季連続担務）
  - 2024-25シーズン[5]
  - 2023-24シーズン[6]
  - 2022-23シーズン[7]
  - 2021-22シーズン[8]
  - 2020-21シーズン[9]
  - 2019-20シーズン[10]
  - 2018-19シーズン[11]

### 実況
- 東京2020パラリンピック1周年記念イベント 車いすバスケットボール国際親善試合[12]
- 天皇杯第47回日本車いすバスケットボール選手権大会[13]
- 三井不動産 第21回 車いすラグビー 日本選手権大会[14]
- WPA公認 日本パラ陸上競技選手権大会
  - 第33回大会[15]
  - 第31回大会[16]
- 2019日本ID陸上競技選手権大会[17]
- 第5回DAIHATSU日本障がい者バドミントン選手権大会[18]
- 2019FIDジャパン・チャンピオンシップ卓球大会[19]
- 第32回全日本ライフセービング種目別選手権大会（2019/御宿海岸）[20]
- 第16回アクサブレイブカップブラインドサッカー日本選手権 FINALラウンド[21]

### アリーナDJ・演出
- 「ハイキュー!!」×V.LEAGUE ALLATAR SPECIAL MATCH "THE VOLLEYBALL"[22]
- バレーボール・Vリーグ SUNTORY SUNBIRDS（2014-15シーズンから8季連続担務）
  - 2021-22シーズン[23]
  - 2020-21シーズン（開幕戦ホームゲーム情報）[24]
  - 2019-20シーズン（東京ホームゲーム情報）[25]
  - 2018-19シーズン（東京ホームゲーム情報）[26]
  - 2017-18シーズン（大阪ホームゲーム情報）[27]

### プロデュース・演出・コートＭＣ
- CHIBA 2019 WORLD TAEKWONDO GRAND-PRIX[28]

### 番組/DVD ナレーション
- 2023年テレビ東京「ヴィクトリーグ！」[29]
- バスケットボール B1リーグ 川崎ブレイブサンダース 2021-22 SEASON REVIEW DVD[30]
- データスタジアム株式会社　2021-22 SEASON REVIEW DVD[31]

### WEB番組/CM ナレーション
- 茨城県 公式配信いばキラTV「いばキャン！」
  - GROUPキャンプ前編[32]
  - GROUPキャンプ後編[33]
  - SOLOキャンプ前編[34]
  - SOLOキャンプ後編[35]
- トータルビューティーサロン[36]

### MC・実況
- TORQUE EXTREME FES 東京ミッドタウン キャノピー・スクエア
  - YouTube Vol.1「ヒロミ「俺、陸海空なんでもやるから」」[37]
  - YouTube Vol.2「マウンテンバイク世界の技　ヒロミもビックリ」[38]
  - YouTube Vol.3「平山ユージ、クライミングパフォーマンス披露」[39]
  - YouTube Vol.4「ヒロミ　妻・松本伊代のビックリ談明かす」[40]

### 講師
- NPO法人日本ビーチ文化振興協会 ゲストスピーカー[41]

### インタビュー
- balltrip MAGAZINE（ボールトリップ マガジン）「Dear Nick Fazekas」[42]
- 月刊バレーボール「Ｖリーグの新たな潮流を感じた金曜の夜　サントリーがホームゲームイベントを開催」[43]

### イベントMC
- TOKYU ROYAL CLUB トークショー（川崎ブレイブサンダース選手参加）
  - 2023年度[44]
  - 2022年度[45]